# Clàssica de Sant Sebastià 2014
La Clàssica de Sant Sebastià 2014 és la 34a edició de la Clàssica de Sant Sebastià i es va disputar el dissabte 2 d'agost de 2014 a Euskadi sobre un recorregut de 219 quilòmetres. La cursa començà i acabà a Sant Sebastià i era la dinovena prova de l'UCI World Tour 2014.
El vencedor final fou l'espanyol Alejandro Valverde (Movistar Team) després de seguir un atac de Joaquim Rodríguez (Team Katusha) en el darrer quilòmetre de l'ascensió al Bordako Tontorra, un coll que es coronava a tan sols 7 quilòmetres per l'arribada, i atacar en el descens cap a l'arribada final a Sant Sebastià. En segona posició, a 14 segons, finalitzà el neerlandès Bauke Mollema (Belkin Pro Cycling Team), amb el mateix temps que el català Joaquim Rodríguez. Amb aquesta victòria Valverde passà a liderar l'UCI World Tour 2014.

## Equips
19 equips participen en aquesta edició de la Clàssica de Sant Sebastià, els 18 equips World Tour i un equip continental professional: Caja Rural-Seguros RGA.
| Núm.  | Codi | Equip                   |
| ----- | ---- | ----------------------- |
| 1-8   | LTB  | Lotto-Belisol           |
| 11-18 | OPQ  | Omega Pharma-Quick Step |
| 21-28 | MOV  | Movistar Team           |
| 31-38 | TCS  | Team Tinkoff-Saxo       |
| 41-48 | ALM  | AG2R La Mondiale        |
| 51-58 | KAT  | Team Katusha            |
| 61-68 | BMC  | BMC Racing Team         |
| 71-78 | BEL  | Belkin Pro Cycling Team |
| 81-88 | SKY  | Team Sky                |
| 91-98 | TFR  | Trek Factory Racing     |

| Núm.    | Codi | Equip                  |
| ------- | ---- | ---------------------- |
| 101-108 | LAM  | Lampre-Merida          |
| 111-118 | OGE  | Orica-GreenEDGE        |
| 121-128 | GRS  | Garmin-Sharp           |
| 131-138 | GIA  | Giant-Shimano          |
| 141-148 | AST  | Astana Qazaqstan Team  |
| 151-158 | CAN  | Cannondale             |
| 161-168 | FDJ  | FDJ                    |
| 171-178 | EUC  | Team Europcar          |
| 181-188 | CJR  | Caja Rural-Seguros RGA |

## Classificació final
|    | Ciclista                 | Equip                   | Temps      | UCI World Tour Punts |
| -- | ------------------------ | ----------------------- | ---------- | -------------------- |
| 1  | Alejandro Valverde (ESP) | Movistar Team           | 5h 31' 11" | 80                   |
| 2  | Bauke Mollema (NED)      | Belkin Pro Cycling Team | + 14"      | 60                   |
| 3  | Joaquim Rodríguez (CAT)  | Team Katusha            | + 14"      | 50                   |
| 4  | Mikel Nieve (ESP)        | Team Sky                | + 14"      | 40                   |
| 5  | Tony Gallopin (FRA)      | Lotto-Belisol           | + 26"      | 30                   |
| 6  | Jelle Vanendert (BEL)    | Lotto-Belisol           | + 26"      | 22                   |
| 7  | Haimar Zubeldia (ESP)    | Trek Factory Racing     | + 26"      | 14                   |
| 8  | Greg Van Avermaet (BEL)  | BMC Racing Team         | + 40"      | 10                   |
| 9  | Giovanni Visconti (ITA)  | Movistar Team           | + 40"      | 6                    |
| 10 | Zdeněk Štybar (CZE)      | Omega Pharma-Quick Step | + 43"      | 2                    |